# 三言二拍
三言二拍指的是中国明朝末年出版的五本古典白話小说集，書中每篇獨立，雖出於明末但屬話本小說，並非章回小說。其中三言指的是冯梦龙写的《喻世明言》、《警世通言》、《醒世恒言》，二拍指的是凌濛初写的《初刻拍案惊奇》和《二刻拍案惊奇》。明末抱甕老人从这五部书中選出佳作四十篇編成《今古奇觀》，故有三言二拍的合称。
三言二拍每部书都有40卷，每卷为一个短篇小说，收录的是宋元话本和明代拟话本。

## 三言
三言總收小說一百二十篇，每書四十卷，每卷一篇，是馮夢龍從大量古今通俗小說中“抽其可以嘉惠里耳者”精選出來的題材，其中多為宋元明話本中藝術佳作，歷代為讀者稱譽。小說家凌濛初在其《拍案驚奇·序》中指出：“獨龍子猶氏所輯（喻世）等諸言，頗存雅道，時著良規，一破今時陋習。而宋元舊種，亦被搜括殆盡。肆中人見其行世頗捷，意余當別有秘本，圖出而衡之。不知一二遺者，皆其溝中之斷蕪，略不足陳已。”

## 二拍
《初刻拍案驚奇》與《二刻拍案驚奇》各四十卷，共計八十卷。內有一卷为重複，一卷為雜劇，故實為七十八卷。
《初刻拍案驚奇》是明朝的短篇小說集，为明末凌濛初所著。故事內容主要取材於《太平廣記》、《夷堅志》、《剪灯新话》、《剪灯餘话》等書，是明朝社會的寫照，大多反映婚姻自主、因果應報等思想。凌濛初深受馮夢龍影響，其初刻自序曰：「獨龍子猶（馮夢龍）氏所輯喻世等書，頗存雅道，時著良規，一破今時陋習。」